# 桂林广播电视台
桂林广播电视台是中华人民共和国广西壮族自治区桂林市的一家廣播电视播出机构，前身是创立于1985年的桂林电视台，覆盖桂林市六城区十一县，台址位于桂林市象山区安新北路1号。2019年5月6日，桂林人民广播电台與桂林电视台合併組建桂林广播电视台。

### 历史沿革
1984年10月，中華人民共和國廣播電視部技術局同意桂林市開辦電視台，1985年5月，桂林电视台正式成立，1985年11月22日，桂林电视台正式开播。1988年8月，桂林人民广播电台與桂林电视台实质合併，成立桂林市广播电视制作中心:2920。2001年8月，与韩国济州电视台结为友好电视台。2002年8月，桂林教育电视台与桂林电视台合并。2019年5月6日，桂林人民广播电台與桂林电视台合併組建桂林广播电视台。

### 现有频道
- 桂林电视台新闻综合频道
- 桂林电视台公共频道
- 桂林电视台科教旅游频道

### 历任台长
- 卢改河（1985年9月—1988年8月）
- 陈万金（1988年8月—1996年3月）
- 汤玉成（1996年3月—1998年6月）
- 李健生（1998年6月—2005年8月）
- 吴盛文（2005年8月—2007年12月）
- 唐建国（2007年12月—）